# HMNK Nacional
HMNK Nacional je malonogometni klub iz Zagreba, osnovan 2003. pod imenom HMNK Gospić.

## Povijest
HMNK Nacional je osnovan 2003. godine pod imenom HMNK Gospić. Klub s natjecanjem kreće u sezoni 2003./2004., a sudjeluje u 2. HMNL – Zapad. U sezoni 2007./08. osvajaju prvenstvo države, no u početku iduće sezone imaju novčanih problema, svoju licencu prepuštaju Nacionalu koji je bio taman osigurao igranje u 1. HMNL.
Pod imenom Nacional osvajaju prvenstvo i kup u sezoni 2009./10. Dok u su u sezoni prije osvojili kup i izgubili u finalu doigravanja od Potpićana.

## Sportski uspjesi
- Prvenstva
  - Prvenstvo Republike Hrvatske: 2006./07., 2007./08., 2009./10., 2012./13., 2014./15., 2015./16.
- Kupovi:
  - Hrvatski malonogometni kup: 2007./08., 2008./09., 2009./10., 2014./15., 2016./17.

## Vanjske poveznice
- HMNK Nacional - Službene stranice  Arhivirana inačica izvorne stranice od 20. travnja 2010. (Wayback Machine)